# نقود مزورة
تزييف النقود أو العملة المقلدة أو تزوير النقود هي نقود منتجة دون تفويض قانوني من دولة أو حكومة. إنتاج أو استخدام النقود المزيفة هو شكل من أشكال الغش أو التزوير في أغلب دول العالم ويعاقب عليه القانون. إن تجارة تزوير النقود قديمة قدم النقود نفسها تقريبًا: فقد عُثِرَ على نسخ مطلية (المعروفة باسم فورييه ) من عملات ليديا، والتي يُعتقد أنها من بين العملات الغربية الأولى.  قبل إدخال النقود الورقية ، كانت الطريقة الأكثر شيوعًا للتزوير تتضمن خلط المعادن الأساسية بالذهب الخالص أو الفضة. شكل آخر من أشكال التزوير هو إنتاج المستندات بواسطة طابعات شرعية استجابة لتعليمات احتيالية.  خلال الحرب العالمية الثانية، زوّر النازيون الجنيهات الإسترلينية والدولار الأمريكي . واليوم، تُسمى بعض أرقى الأوراق النقدية المزيفة سوبر دولار لجودتها العالية وتقليدها للدولار الأمريكي الحقيقي. وقد شهدت أوراق اليورو النقدية والعملات المعدنية عمليات تزوير كبيرة منذ إطلاق العملة عام ٢٠٠٢، ولكن بنسبة أقل بكثير من تزوير الدولار الأمريكي. 
تتضمن بعض الآثار السيئة التي تخلفها الأموال المزيفة على المجتمع   انخفاض قيمة النقود الحقيقية؛ وزيادة الأسعار ( التضخم ) نتيجة لزيادة الأموال المتداولة في الاقتصاد - وهي زيادة مصطنعة غير مصرح بها في المعروض النقدي ؛ وانخفاض قبول النقود الورقية؛ والخسائر، عندما لا يُعَوَّض التجار عن الأموال المزيفة التي تكتشفها البنوك، حتى لو صودِرَت. تقليديًا، تضمنت تدابير مكافحة التزوير تضمين تفاصيل دقيقة مع طباعة بارزة على الفواتير مما يسمح لغير الخبراء باكتشاف التزوير بسهولة. على العملات المعدنية، تُستخدم الحواف المطحونة أو المضلعة (المميزة بأخاديد متوازية) لإظهار أنه لم يُكشَط أي من المعدن الثمين.

## تاريخ

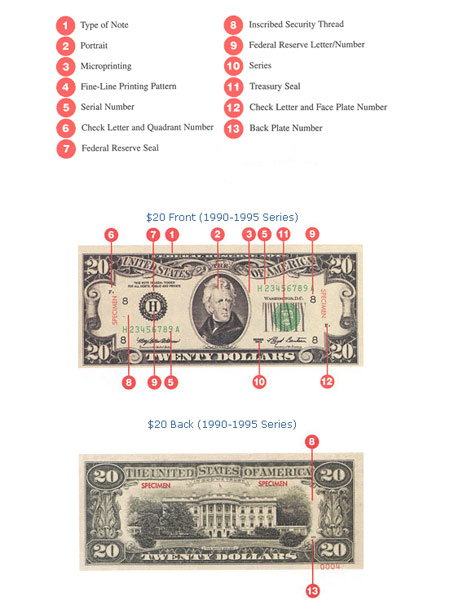
ميزات مكافحة التزوير بمبلغ 20 دولار

لقد حدث التزوير بشكل متكرر في التاريخ حتى أنه أطلق عليه " ثاني أقدم مهنة ‏ في العالم".   بدأ سك النقود في منطقة ليديا في آسيا الصغرى حوالي عام 600 قبل ظهور النقود الورقية، كانت أكثر طرق التزوير شيوعًا هي خلط المعادن الأساسية بالذهب الخالص أو الفضة . وكان من الممارسات الشائعة "كشط" حواف العملة المعدنية، وهو ما يُعرف باسم "القص" . ويمكن صهر قصاصات المعادن الثمينة المجمعة بهذه الطريقة، بل واستخدامها لإنتاج عملات مزيفة. " الفوريه" نوع قديم من العملات المزيفة، حيث يقوم المزورون بطلاء قلب من المعدن الأساسي بمعدن ثمين ليشبه نظيره المعدني الصلب.

قالب عملات أمريكية مزيفة من الحديد يعود تاريخه إلى القرنين الثامن عشر والتاسع عشر لصنع الدولارات الإسبانية المزيفة ونصف الدولار الأمريكي

أصدرت الحكومة الصينية نقودًا ورقية منذ القرن الحادي عشر الميلادي. وفي القرن الثالث عشر، استُخدم خشب أشجار التوت في صناعة الأوراق النقدية. وللتحكم في الوصول إلى الأوراق النقدية، وُضع حراس حول غابات التوت، بينما عوقب المزورون بالإعدام . 
في القرن الثالث عشر، كتب دانتي أليغييري عن ماسترو أدامو بأنه مزور للعملة الفلورنسية، وعوقب بالحرق على الخازوق .  أُدين الزوجان الإنجليزيان توماس وآنا روجرز في 15 أكتوبر 1690 بتهمة "قص 40 قطعة فضية". شُنِقَ توماس روجرز وسُحِب وقُطِّع إلى أجزاء، بينما أُحرقت آن روجرز حية . أدت الأدلة التي قدمها مخبر إلى إلقاء القبض على آخر صائغي العملات الإنجليز، "الملك" ديفيد هارتلي، الذي أُعدم شنقًا في عام 1770. وقد وُضعت أقصى أشكال العقوبة لأن التزوير كان يُعتبر شكلاً من أشكال الخيانة ضد الدولة أو التاج وليس جريمة بسيطة.
في أواخر القرن الثامن عشر وأوائل القرن التاسع عشر، اكتسب المهاجرون الأيرلنديون إلى لندن سمعة سيئة في إنتاج وإنفاق (تداول) العملات المزيفة،  بينما كان السكان المحليون أكثر ميلاً للمشاركة في أشكال أكثر أماناً وربحاً من جرائم العملات، والتي كانت تحدث خلف أبواب مغلقة. وتشمل هذه الجرائم إنتاج العملات المزيفة وبيعها بالجملة. 
في المستعمرات البريطانية في أمريكا الشمالية، كانت العملات الورقية الاستعمارية التي طبعها بنجامين فرانكلين وآخرون تحمل غالبًا عبارة "التزييف موت".  انتشر التزييف في الولايات المتحدة في بدايات القرن التاسع عشر بشكل كبير لدرجة أن روايات معاصرة، مثل روايات الكاتب جون نيل، زعمت أن ما يصل إلى نصف العملة الأمريكية المتداولة كانت مزيفة.  وبحلول ثلاثينيات القرن التاسع عشر، بدأت الصحف الأمريكية في نشر تعليمات لتحديد العملات المزيفة.  ولأن البنوك كانت تصدر العملات بشكل فردي، فقد تودوِل ما يقرب من 5400 نوع من الأوراق النقدية المزيفة في الولايات المتحدة بحلول ستينيات القرن التاسع عشر. 
استخدمت الدول التزوير كعنصر من عناصر الحرب. تتضمن الفكرة إغراق اقتصاد العدو بأموال مزيفة بحيث تنخفض قيمتها الحقيقية بشكل حاد. خلال حرب السنوات السبع من عام 1756 إلى عام 1763، عطّلت بروسيا اقتصاد الكومنولث البولندي الليتواني (الذي حكمه الملك أغسطس الثالث، ناخب ساكسونيا في الوقت نفسه) عن طريق سك عملات بولندية مزيفة.  استخدمت بريطانيا العظمى العملات المزيفة خلال الحرب الثورية الأمريكية من عام 1775 إلى عام 1783 لخفض قيمة الدولار القاري. أصبح المزورون البريطانيون معروفين باسم "الدافعين"، ربما لقدرتهم على "دفع" العملة المزيفة للتداول. اثنان من أشهر الدافعين البريطانيين خلال الحرب الثورية هما ديفيد فارنسورث ‏ وجون بلير. قُبِضَ عليهما وبحوزتهما 10,000 دولارات مزيفة عند إلقاء القبض عليهم.  أبدى جورج واشنطن اهتمامًا شخصيًا بقضيتهم، بل ودعا إلى تعذيبهم لاكتشاف المزيد من المعلومات. وفي النهاية، أُعدموا شنقًا جزاءً لجرائمهم. 
خلال الحرب الأهلية الأمريكية، قامت مصالح خاصة من جانب الاتحاد بتزوير دولار الولايات الكونفدرالية بكثافة، وغالبًا دون موافقة حكومة الاتحاد في واشنطن. كان وصول الكونفدرالية إلى تكنولوجيا الطباعة الحديثة محدودًا. بينما طُبعت العديد من العملات المقلدة المصنوعة في الشمال على ورق نقدي عالي الجودة حُصِلَ عليه بطرق غير قانونية. ونتيجةً لذلك، كانت الأوراق النقدية الجنوبية المزيفة غالبًا مساوية، أو حتى متفوقة، في الجودة مقارنةً بالعملات الكونفدرالية الأصلية.
في عام ١٨٣٤، صودرت عملات نحاسية مزيفة، صُنعت في الولايات المتحدة، من عدة سفن تحمل أعلامًا أمريكية في البرازيل. ويبدو أن هذه الممارسة انتهت بعد ذلك. 

## الحوادث

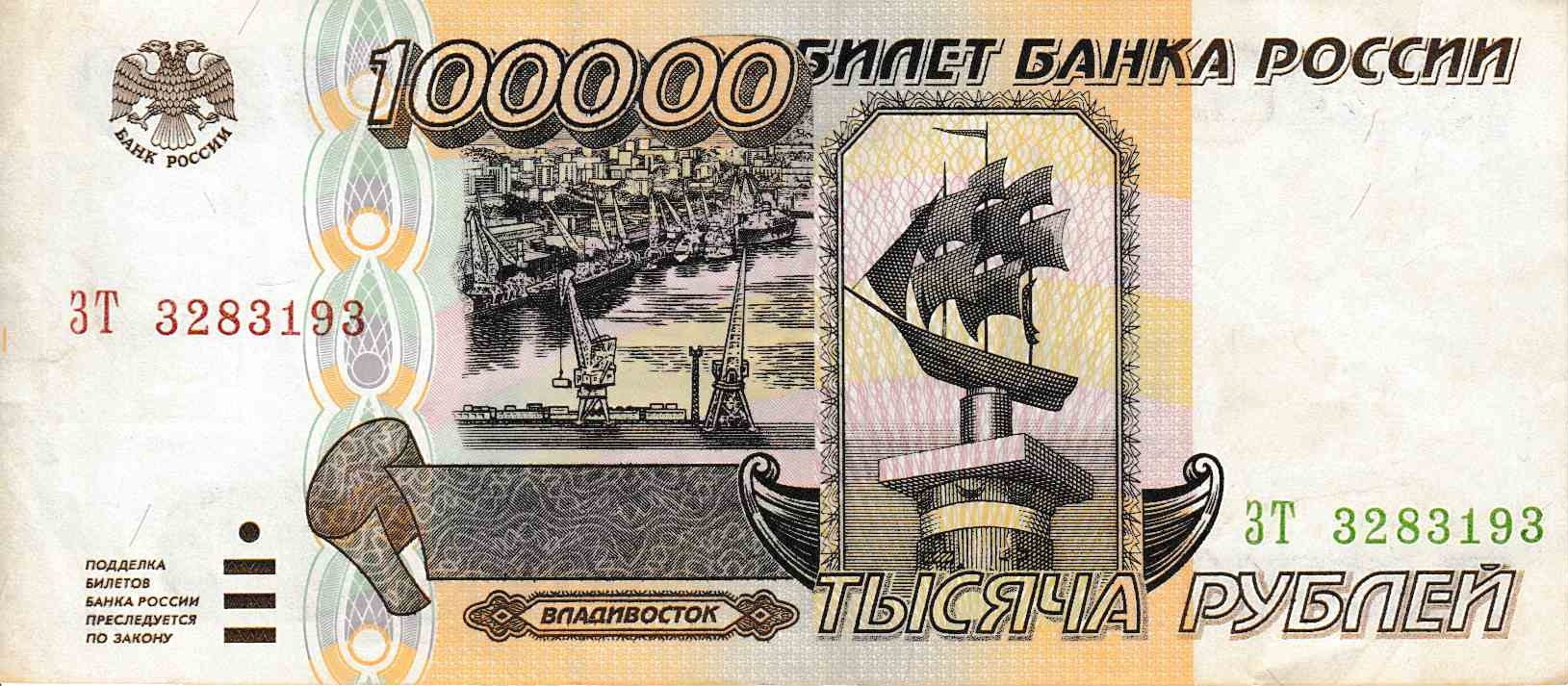
100000 عملة مزورة بشكل فظيع. ورقة روبل روسي، صُنعت بلصق صفرين إضافيين مقطوعين من ورقة نقدية من فئة 1000 روبل على أخرى. لاحظ كيف يتداخل الصفر الأخير في الأعلى مع كلمة "Билет" (ورقة نقدية).

### البرتغال
أحد أشكال التزوير هو إنتاج وثائق من قِبل مطابع شرعية استجابةً لتعليمات احتيالية. ومن الأمثلة على ذلك أزمة الأوراق النقدية البرتغالية عام ١٩٢٥، عندما أنتجت مطابع الأوراق النقدية البريطانية "واترلو وأبناؤه" ‏ أوراقًا نقدية من بنك البرتغال تعادل قيمتها ٠٫٨٨٪ من الناتج المحلي الإجمالي البرتغالي الاسمي، بأرقام تسلسلية مطابقة للأوراق النقدية الموجودة، ردًا على عملية احتيال ارتكبها ألفيس دوس ريس .

### ـأيسلندا
في عام 1929، مُسَّ بإصدار طوابع البريد التي تحتفل بألفية البرلمان الأيسلندي ، ألثينغ، وذلك من خلال إدراج الرقم "1" على أمر الطباعة، قبل القيمة المصرح بها للطوابع التي ستُنتَج (انظر طوابع البريد والتاريخ البريدي لأيسلندا ‏ ). 

### فرنسا
في ديسمبر 1925، انكشفت فضيحة تزوير واسعة النطاق ‏ ، عندما أُلقي القبض على ثلاثة أشخاص في هولندا أثناء محاولتهم توزيع أوراق نقدية فرنسية مزورة من فئة 1000 فرنك، صُنعت في المجر. كشفت التحقيقات اللاحقة عن أدلة على أن المؤامرة حظيت بدعم واسع النطاق في الأوساط القومية المجرية والألمانية، بما في ذلك رعاية مسؤولين عسكريين ومدنيين رفيعي المستوى. حوكم أربعة وعشرون من المتآمرين في بودابست في مايو 1926. وحُكم على معظمهم بأحكام مخففة فيما يُعتقد أن[من؟] يكون هناك تغطية متعمدة من قبل رئيس الوزراء المجري استفان بيثلين .  سهلت هذه القضية اعتماد الاتفاقية الدولية لقمع تزوير العملة ‏ في أبريل 1929 وأرست دور الإنتربول رسميًا.  

### ألمانيا
خلال الحرب العالمية الثانية ، حاول النازيون تنفيذ خطة مماثلة ( عملية برنهارد ) ضد الحلفاء . اقتاد النازيون فنانين يهودًا إلى معسكر اعتقال ساكسنهاوزن وأجبروهم على تزوير الجنيهات البريطانية والدولارات الأمريكية. كانت جودة التزوير عالية جدًا، وكان من المستحيل تقريبًا التمييز بين الأوراق النقدية الأصلية والمزيفة. لم يتمكن النازيون من تنفيذ عمليات إسقاط جوي مخططة للعملات المزيفة فوق بريطانيا، لذلك تُخُلِّصَ من معظم الأوراق النقدية ولم تُستعاد حتى خمسينيات القرن العشرين. 

### الولايات المتحدة
اليوم، تُسمى بعضٌ من أجود الأوراق النقدية المزيفة سوبر دولار لجودتها العالية وتشابهها مع الدولار الأمريكي الحقيقي. مصادر هذه الأوراق النقدية الفائقة محل نزاع، حيث تُتهم كوريا الشمالية صراحةً من قِبل السلطات الأمريكية.  تُقدّر كمية تزوير العملة في الولايات المتحدة بأقل من 3 دولارات لكل 10,000 دولار، ويصعب اكتشاف أقل من 3 دولارات لكل 100,000 دولار. 
نتيجة لندرتها، صُنِّفَت شهادات الذهب والفضة أحياناً على أنها مزيفة في الولايات المتحدة عن طريق الخطأ، في حين أنها كانت في الواقع أصلية.  ونظرًا لحقيقة أن هذه الأوراق النقدية تحمل قيمة نقدية كبيرة ويسعى إليها هواة الجمع، فقد ظهرت نماذج مزيفة على موقع إيباي من خلال بائعين عديمي الضمير. 

### الاتحاد الأوروبي
شهد تزوير أوراق اليورو النقدية والعملات المعدنية نموًا سريعًا منذ إطلاق العملة عام ٢٠٠٢. في عام ٢٠٠٣، سُحبت ٥٥١,٢٨٧ ورقة يورو مزيفة و٢٦,١٩١ عملة يورو مزيفة من التداول في الاتحاد الأوروبي. في عام ٢٠٠٤، صادرت الشرطة الفرنسية أوراقًا نقدية مزيفة من فئتي ١٠ و٢٠ يورو، بقيمة إجمالية بلغت حوالي ١.٨ مليون يورو، من مختبرين، وقدّرت أن ١٤٥,٠٠٠ ورقة نقدية قد دخلت التداول بالفعل. 
في السنوات الأولى من القرن الحادي والعشرين، لاحظت هيئة الخدمة السرية الأمريكية انخفاضًا كبيرًا في كمية العملة الأمريكية المزورة، حيث تحول انتباه المزورين نحو اليورو. 

### أستراليا
سُجِّلت دفعة من الأوراق النقدية المزيفة من فئة 50 و100 دولار أسترالي في مدينة ملبورن الأسترالية في يوليو 2013. وحتى 12 يوليو 2013، رُصد 40 بلاغًا بين الضواحي الشمالية لهايدلبرغ وإيبينغ. وأوضح متحدثون باسم الشرطة للجمهور في تقارير إعلامية أن هذه الأوراق النقدية مطبوعة على ورق (بدأت أستراليا استخدام الأوراق النقدية المصنوعة من البوليمر عام 1988)، ويمكن اكتشافها بسهولة عن طريق تجعيد الورقة أو تمزيقها. بالإضافة إلى ذلك، كانت النافذة الشفافة داخل الأوراق النقدية وسيلة سهلة للتعرف على النسخ المزيفة، حيث "يبدو أن النافذة قد قُطعت بقطعتين بلاستيكيتين شفافتين مُلصقتين ببعضهما، وفي المنتصف نجوم تُحاكي رمز الصليب الجنوبي ". كما كشفت الشرطة عن ضبط أوراق نقدية مزيفة في يونيو 2013 في الضواحي الشرقية والغربية لملبورن.  وفقًا لأرقام بنك الاحتياطي الأسترالي، خلال عامي 2014 و2015، تضاعف عدد العملات المزيفة من فئة 50 دولارًا التي أُكتُشِفَت ‏ في التداول أكثر من الضعف عن العام السابق، وسُحِبَت أكثر من 33000 ورقة نقدية مزيفة من التداول. يعتقد المسؤولون أن هذا على الأرجح جزء بسيط من عدد العملات المزيفة التي تتدفق حاليًا في ولايتي فيكتوريا ونيو ساوث ويلز.  في 31 مايو 2016، حذرت شرطة إقليم العاصمة الأسترالية ‏ الناس من توخي الحذر من الأوراق النقدية المزيفة من فئة 50 دولارًا، والتي تُتَداوَل في جميع أنحاء كانبرا في الأشهر الأخيرة. اُستُدعِيَ الضباط إلى أكثر من 35 شركة على مدار الشهرين الماضيين فيما يتعلق بالأوراق النقدية المزيفة من فئة 50 دولارًا. وجهت الشرطة الفيدرالية الأسترالية اتهامات إلى شخصين زعموا إنتاج أوراق نقدية مزيفة بقيمة 16465 دولارًا أمريكيًا واتهمتهما بارتكاب جرائم مختلفة بموجب قانون الجرائم (العملة) لعام 1981. وقالت الشرطة إنه على الرغم من صعوبة تزوير الأوراق النقدية الأسترالية، حيث تتميز بالعديد من الميزات الأمنية، إلا أنها حثت الناس على إلقاء نظرة فاحصة في كل مرة ينفقون فيها نقودًا. 

## التأثيرات على المجتمع

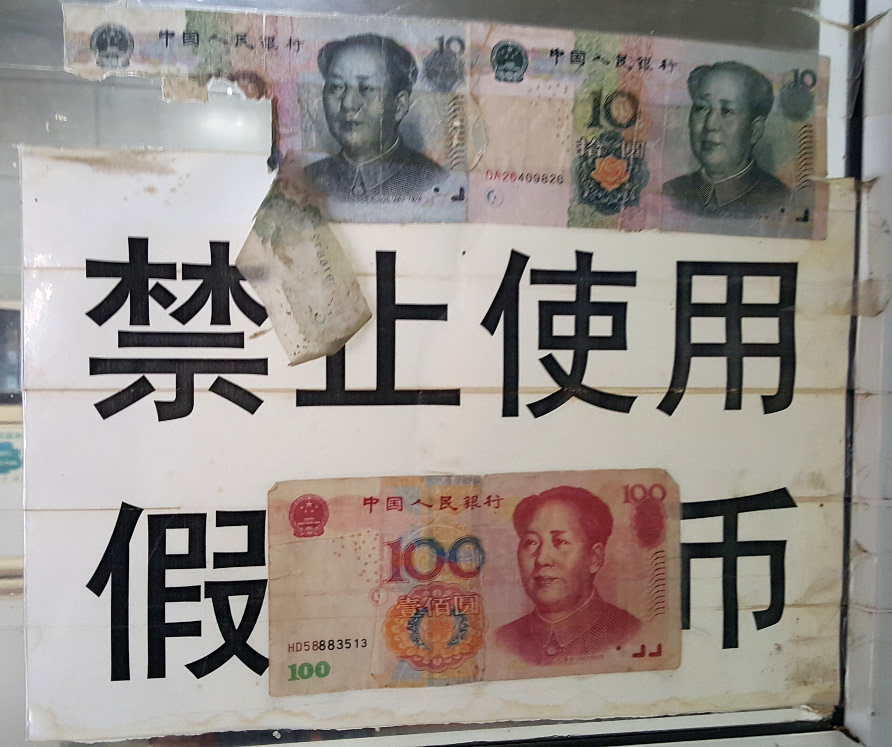
لافتة مكافحة تزوير الأموال وأمثلة على الأوراق النقدية المزيفة التي تلقاها متجر نودلز في كونمينغ، يونان ، الصين

تتضمن بعض الآثار السيئة التي تخلفها الأموال المزيفة على المجتمع ما يلي:  
1. لا تُعوَّض الشركات عن المنتجات المزيفة، مما أدى إلى فقدان الشركات قوتها الشرائية. [32] وبالتالي، انخفضت قيمة النقود الحقيقية .
2. ارتفاع الأسعار ( التضخم ) بسبب زيادة الأموال المتداولة في الاقتصاد - زيادة مصطنعة غير مصرح بها في المعروض النقدي . [ بحاجة لمصدر ]
3. انخفاض في قبول (رضا) الأموال - قد يطلب المستفيدون التحويلات الإلكترونية للأموال الحقيقية أو الدفع بعملة أخرى (أو حتى الدفع بالمعادن الثمينة مثل الذهب). [ بحاجة لمصدر ]

في الوقت نفسه، في البلدان التي تُشكّل فيها النقود الورقية جزءًا صغيرًا من إجمالي النقود المتداولة، قد لا تكون الآثار الاقتصادية الكلية لتزييف العملة كبيرة. أما الآثار الاقتصادية الجزئية، مثل الثقة بالعملة، فقد تكون كبيرة. 

## تدابير مكافحة التزوير

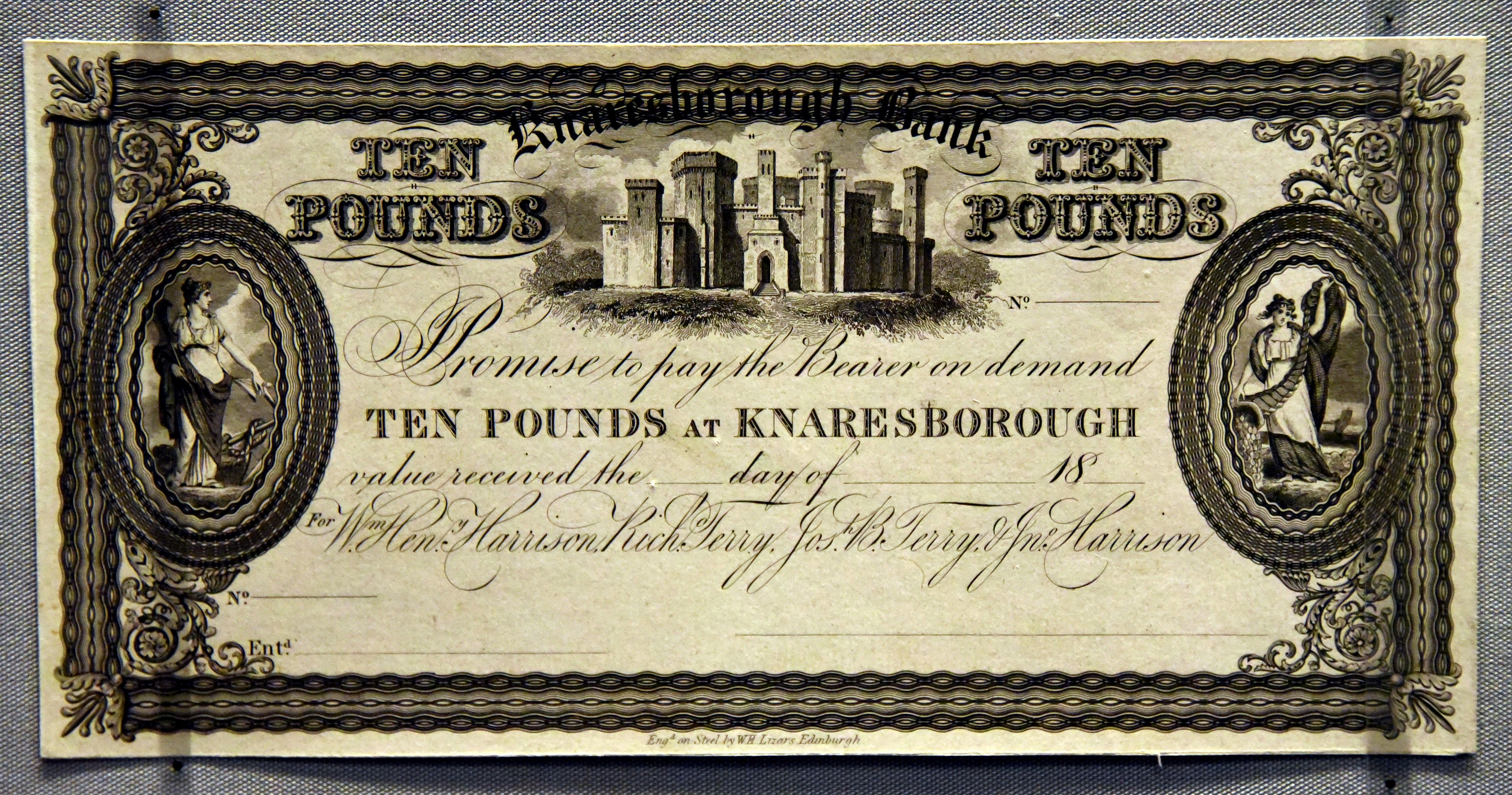
ورقة نقدية من فئة 10 جنيهات إسترلينية، بنك نارزبورو القديم، القرن التاسع عشر. صُممت تفاصيلها، مثل الإطار المزخرف وصورة قلعة نارزبورو، بالإضافة إلى صورتي الحظ والوفرة على يسار ويمين الورقة، لمنع تزوير الأوراق النقدية. معروضة في المتحف البريطاني بلندن.

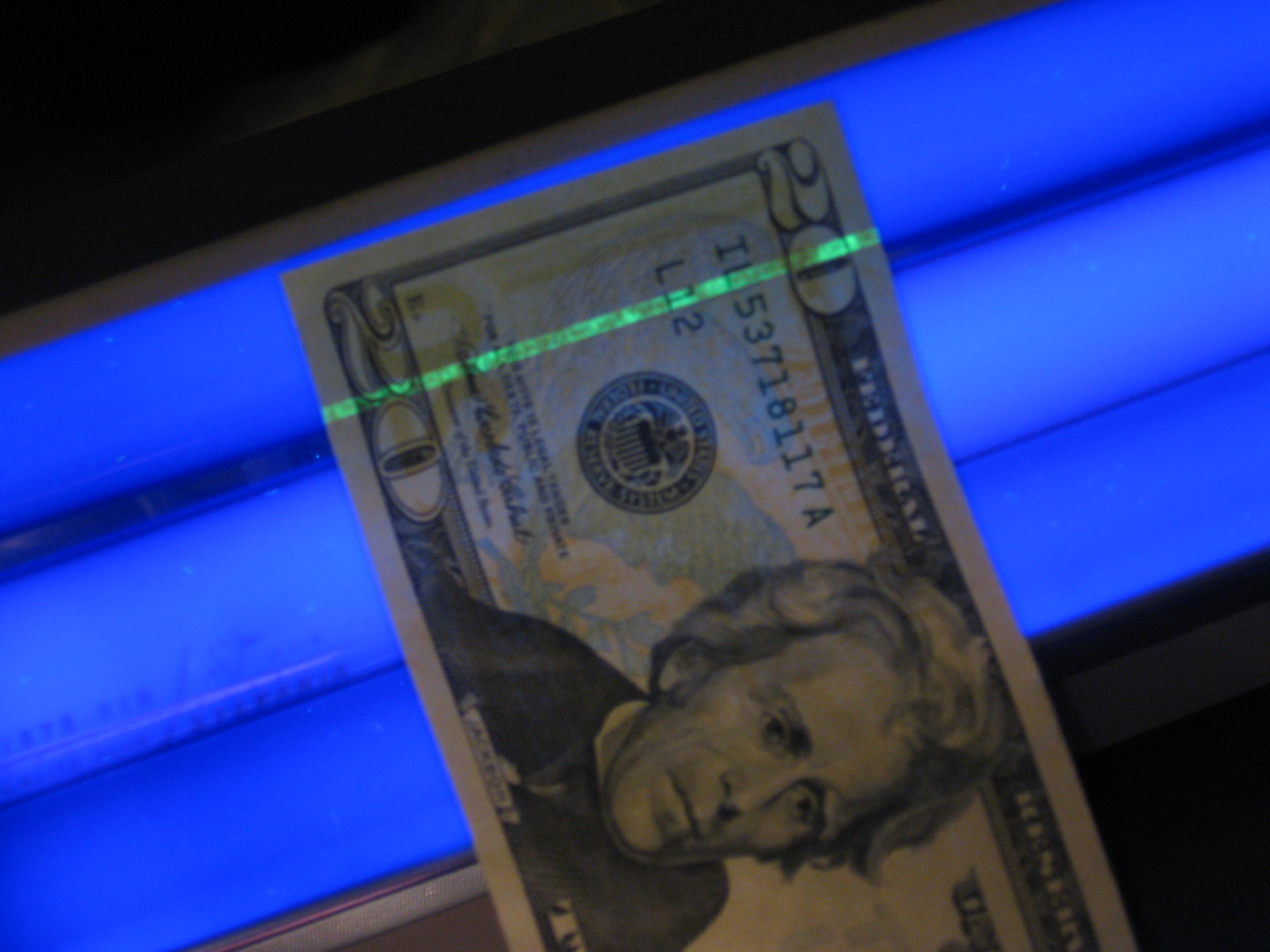
يضيء شريط الأمان الموجود على ورقة نقدية بقيمة 20 دولارًا أمريكيًا تحت الضوء الأسود كحماية ضد التزوير.

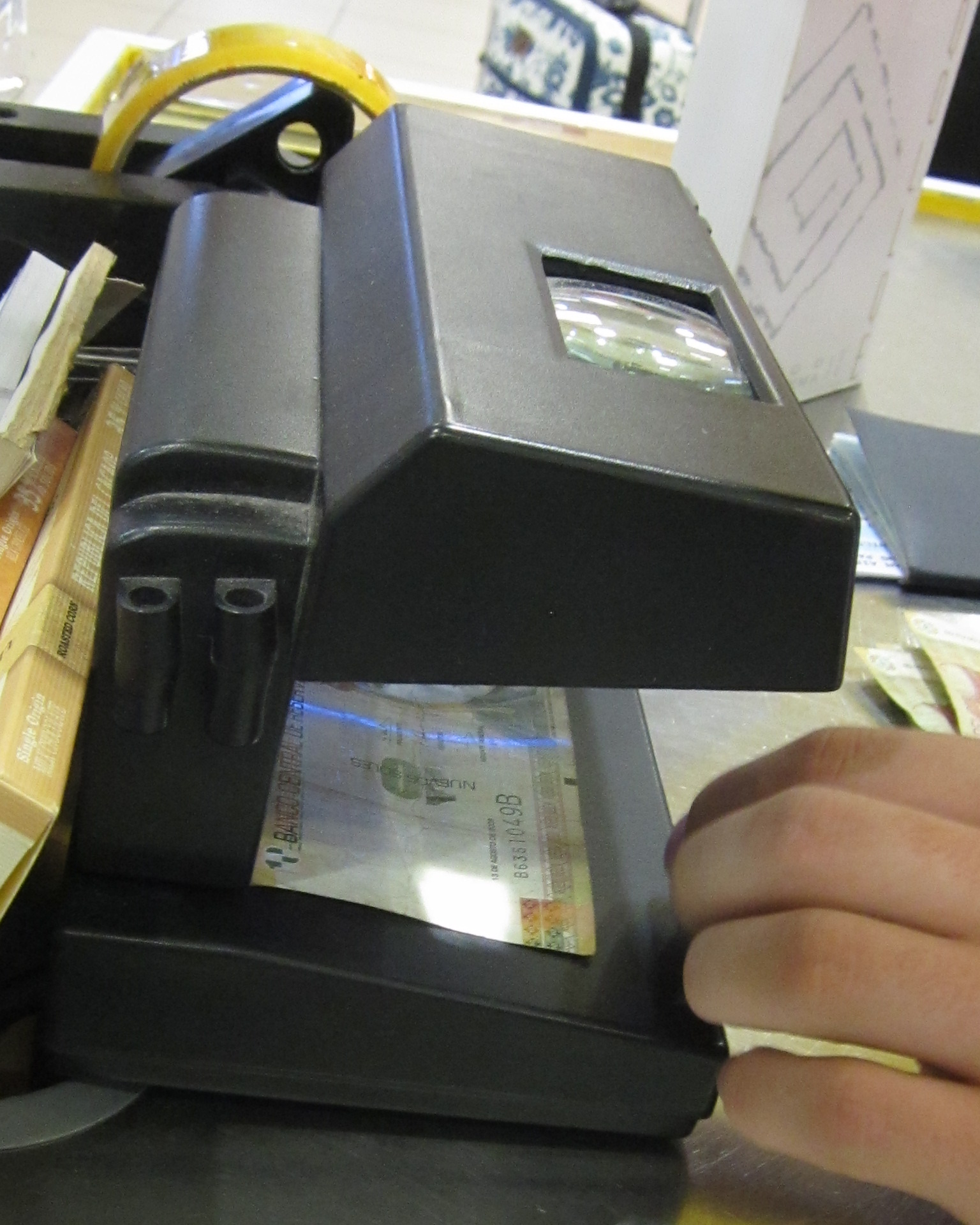
جهاز فحص الفواتير قيد الاستخدام في بيرو ، يظهر عدسة مكبرة لفحص التفاصيل وشريط أمان مضاء

تقليديًا، تضمنت تدابير مكافحة التزوير تضمين تفاصيل دقيقة مع طباعة بارزة على الفواتير مما يسمح لغير الخبراء باكتشاف التزوير بسهولة. على العملات المعدنية، تُستخدم الحواف المطحونة أو المضلعة (المميزة بأخاديد متوازية) لإظهار أنه لم يُكشَط أي من المعدن الثمين. يكشف هذا عن الحلاقة أو القطع (التقشير) لحافة العملة. ومع ذلك، فإنه لا يكشف عن التعرق أو رج العملات المعدنية في كيس أو جمع الغبار الناتج. نظرًا لأن هذه التقنية تزيل كمية أقل، فإنها تُستخدم بشكل أساسي على العملات الأكثر قيمة، مثل الذهب. في النقود الورقية المبكرة في أمريكا الشمالية الاستعمارية، كانت إحدى الوسائل الإبداعية لردع المزورين هي طباعة طبعة ورقة في الفاتورة. نظرًا لأن الأنماط الموجودة في الورقة كانت فريدة ومعقدة، كان من المستحيل تقريبًا إعادة إنتاجها. 
في أواخر القرن العشرين، مكّنت التطورات في تكنولوجيا الحاسوب وآلات النسخ الأشخاصَ الذين لا يملكون تدريبًا مُعقدًا من نسخ العملات بسهولة. واستجابةً لذلك، بدأت مكاتب النقش الوطنية في تضمين أنظمة جديدة وأكثر تطورًا لمكافحة التزييف، مثل الصور المجسمة ، والأوراق النقدية متعددة الألوان، والأجهزة المُدمجة مثل الشرائط، والطباعة البارزة، والطباعة الدقيقة، والعلامات المائية، والأحبار المُتغيرة الألوان التي تتغير ألوانها تبعًا لزاوية الضوء، واستخدام ميزات تصميمية مثل " كوكبة EURion ‏ " التي تُعطّل آلات النسخ الحديثة. وقد عدّلت الشركات المُصنّعة برامج مثل أدوبي فوتوشوب لمنع التلاعب بالصور الممسوحة ضوئيًا للأوراق النقدية.  كما توجد تصحيحات أمنية لمواجهة هذه الإجراءات.

### تدابير الولايات المتحدة
في عام ٢٠٠٩، اكتُشفت اختبارات جديدة يُمكن استخدامها على أوراق الاحتياطي الفيدرالي الأمريكي للتأكد من أصالة هذه الأوراق. تُجرى هذه الاختبارات باستخدام عمر الفلورسنت الذاتي. يسمح هذا بكشف العملات المزيفة نظرًا لأهمية اختلاف عمر الفلورسنت مقارنةً بالعملات الأصلية. 
بالنسبة للعملة الأمريكية، فإن المعالم الخاصة بمكافحة التزييف هي كما يلي:
- 1990 - أُدخِلَت الطباعة الدقيقة وخيط الأمان على العملة الأمريكية
- 1996 - حصلت ورقة الـ 100 دولار على تصميم جديد بصورة أكبر
- 1997 - ورقة نقدية بقيمة 50 دولارًا تحصل على تصميم جديد مع صورة أكبر
- 1998 - ورقة نقدية بقيمة 20 دولارًا تحصل على تصميم جديد بصورة أكبر
- 2000 - ورقة نقدية من فئة 10 دولارات و5 دولارات تحصل على تصميم جديد مع صورة أكبر
- 2003 - حصلت ورقة العشرين دولارًا على تصميم جديد بدون شكل بيضاوي حول صورة أندرو جاكسون والمزيد من الألوان
- 2004 - ورقة نقدية بقيمة 50 دولارًا تحصل على تصميم جديد بدون شكل بيضاوي حول صورة يوليسيس س. جرانت والمزيد من الألوان
- 2006 - حصلت ورقة نقدية بقيمة 10 دولارات على تصميم جديد بدون شكل بيضاوي حول صورة ألكسندر هاملتون والمزيد من الألوان
- 2008 - حصلت ورقة نقدية بقيمة 5 دولارات على تصميم جديد بدون شكل بيضاوي حول صورة أبراهام لينكولن وبألوان أكثر
- 2010 - حصلت ورقة الـ 100 دولار على تصميم جديد بدون شكل بيضاوي حول صورة بنيامين فرانكلين ، وبألوان أكثر، بالإضافة إلى إدراج "شريط الأمان ثلاثي الأبعاد" الجديد.

كُشِفَ عن ورقة الـ 100 دولار المعاد تصميمها في 21 أبريل 2010، وكان من المقرر أن يبدأ مجلس الاحتياطي الفيدرالي في إصدار الورقة الجديدة في 10 فبراير 2011، ولكن أُجِّلَ الإصدار بسبب مشاكل الطباعة حتى أكتوبر 2013. 
لم تُخطط وزارة الخزانة في البداية لإعادة تصميم ورقة الخمسة دولارات بالألوان، لكنها تراجعت عن قرارها عام ٢٠٠٦ بعد أن علمت أن بعض المزورين كانوا يُبيضون حبر الأوراق ويطبعونها على أنها أوراق من فئة المئة دولار؛ ودخلت الأوراق الجديدة التداول بعد عامين. أما ورقة العشرة دولارات الجديدة (التي كُشف عن تصميمها أواخر عام ٢٠٠٥) فقد دخلت التداول في ٢ مارس ٢٠٠٦. ويرى معظم المزورين أن قيمة ورقة الدولار الواحد وورقتي الدولارين منخفضة جدًا بحيث لا يمكن تزويرهما، ولذلك لم تُعاد تصميمهما بنفس وتيرة إعادة تصميم الفئات الأعلى.

### التدابير الأيرلندية
في ثمانينيات القرن العشرين، أدى التزوير في جمهورية أيرلندا مرتين إلى تغييرات مفاجئة في الوثائق الرسمية: ففي نوفمبر 1984، أُلغي طابع بريدي بقيمة جنيه إسترليني واحد ، والذي كان يُستخدم أيضًا على بطاقات التوفير لدفع تراخيص التلفزيون وفواتير الهاتف، واستُبدل بتصميم آخر بعد أيام قليلة، وذلك بسبب انتشار التزوير على نطاق واسع. لاحقًا، استُبدلت الورقة النقدية من فئة 20 جنيهًا إسترلينيًا الصادرة عن البنك المركزي الأيرلندي بسرعة بسبب ما وصفه وزير المالية بـ"الخصخصة غير الطوعية لطباعة الأوراق النقدية". 

### التدابير الصينية
في تسعينيات القرن العشرين، وُضِعَت صورة الرئيس ماو تسي تونج على الأوراق النقدية لجمهورية الصين الشعبية لمكافحة التزوير، حيث تُعُرِّفَ عليه بشكل أفضل من التصاميم العامة الموجودة على أوراق الرنمينبي.

### التدابير الأسترالية
في عام 1988، أصدر بنك الاحتياطي الأسترالي أول أوراق نقدية من البوليمر (البلاستيك) طويلة الأمد ومقاومة للتزوير في العالم مع إصدار خاص لأوراق نقدية بقيمة 10 دولارات بمناسبة الذكرى المئوية الثانية . بعد اكتشاف مشاكل في هذه الورقة النقدية ومعالجتها، في عام 1992، أُصدِرَت ورقة نقدية بقيمة 5 دولارات خالية من المشاكل. في عام 1996، أصبحت أستراليا أول دولة لديها سلسلة كاملة من الأوراق النقدية المصنوعة من البوليمر المتداولة.  في 3 مايو 1999، بدأ بنك الاحتياطي النيوزيلندي في تداول الأوراق النقدية المصنوعة من البوليمر والتي طبعتها شركة Note Printing Australia Limited.  تُستخدم التكنولوجيا التي طورتها الآن في 24 دولة.  اعتبارًا من عام 2009، كانت شركة Note Printing Australia تطبع أوراقًا نقدية من البوليمر لـ 18 دولة. 

### التدابير السويسرية
كان لدى البنك الوطني السويسري مرتين سلسلة احتياطية من الأوراق النقدية (السلسلة الرابعة  والسابعة  ) للفرنك السويسري والتي تم الاحتفاظ بها ولكن لم تُصدَر في حالة حدوث تزوير واسع النطاق؛ أوقِفَ ذلك في منتصف التسعينيات مع تقديم السلسلة الثامنة من الأوراق النقدية.

### التدابير اليابانية
ونتيجة لاكتشاف عدد كبير من الأوراق النقدية المزيفة من الفئة D في نهاية عام 2004، عُلِّقَ إصدار الأوراق النقدية الجديدة من الفئة D باستثناء فئة 2000 ين تقريبًا في 17 يناير 2005،  وعُلِّقَت رسميًا في 2 أبريل 2007.  ووفقًا لبيان صحفي  من وكالة الشرطة الوطنية ، فقد صادروا 11717 ورقة نقدية مزيفة من الفئة D (باستثناء فئة 2000 ين) في عام 2005.

## العقوبات حسب البلد على إنتاج النقود المزيفة
| القضاء           | العقوبة الإجرامية |
| ---------------- | --- |
| كندا             | السجن لمدة تصل إلى 14 سنةt |
| الصين            | السجن المؤبد كحد أقصى؛ الحد الأدنى السجن لمدة 3 سنوات، مع غرامة إضافية تتراوح بين 50,000 إلى 500,000 يوان صيني                                                                                                  |
| فرنسا            | السجن لمدة تصل إلى 30 سنة، مع غرامة تصل إلى 450,000 يورو |
| ألمانيا          | السجن لمدة تصل إلى 15 سنة |
| هونغ كونغ        | السجن لمدة تصل ـإلى 14 سنة |
| إيطاليا          | السجن لمدة تصل إلى 12 سنة، وغرامة تصل إلى 3,098 يورو |
| اليابان          | السجن المؤبد كحد أقصى؛ الحد الأدنى السجن لمدة 3 سنوات |
| كوريا الجنوبية   | السجن المؤبد كحد أقصى؛ الحد الأدنى السجن لمدة سنتين |
| ماكاو            | السجن لمدة تصل إلى 12 سنة؛ الحد الأدنى السجن لمدة سنتين |
| هولندا           | السجن لمدة تصل إلى 9 سنوات، مع غرامة تصل إلى 67,000 يورو |
| النرويج          | السجن لمدة تصل إلى 10 سنوات في الحالات الخطيرة، أو غرامة مالية |
| الفلبين          | السجن لمدة تصل إلى 12 سنة؛ الحد الأدنى السجن لمدة 6 سنوات' |
| بولندا           | السجن لمدة تصل إلى 25 سنة؛ الحد الأدنى السجن لمدة 5 سنوات' |

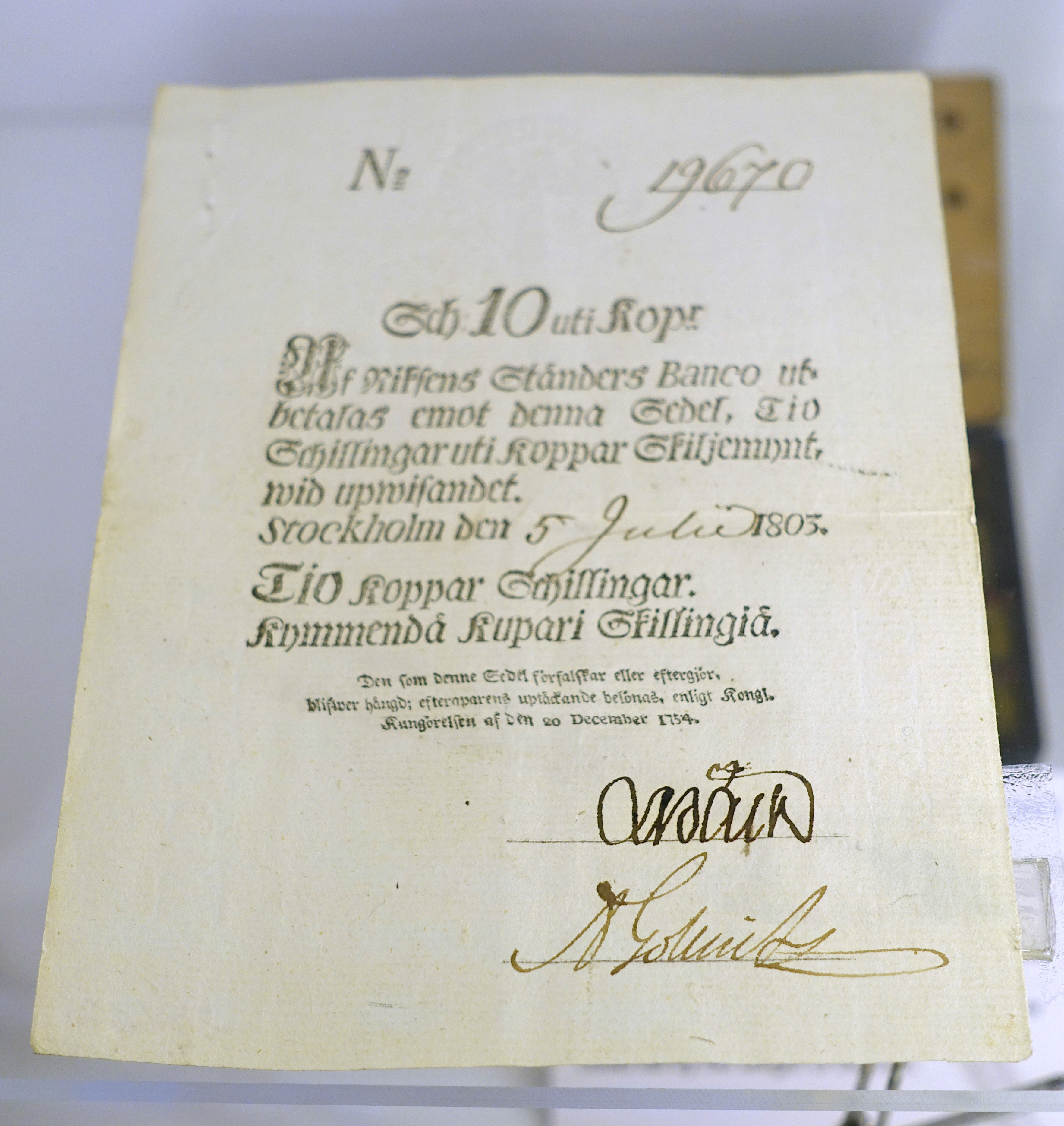
ورقة نقدية سويدية بقيمة 10 ريكسدالر من عام 1803، تنص على شنق المزورين

| البرتغال         | تختلف العقوبة حسب نوع النقود المزوَّرة من أوراق نقدية أو عملات معدنية: - إذا كانت أوراقًا نقدية: السجن لمدة تصل إلى 12 سنة، كحد أدنى 3 سنوات - إذا كانت عملات معدنية: السجن لمدة تصل إلى سنتين، كحد أدنى 240 يومًا' |
| سنغافورة         | السجن لمدة تصل إلى 7 سنوات، مع غرامة |
| تايوان           | السجن المؤبد في الحالات القصوى؛ الحد الأدنى السجن لمدة 5 سنوات، مع احتمال فرض غرامة |
| المملكة المتحدة  | السجن لمدة تصل إلى 10 سنوات، مع احتمال فرض غرامة إضافية؛ الحد الأدنى غرامة مالية |
| الولايات المتحدة | السجن لمدة تصل إلى 20 سنة، مع احتمال فرض غرامة إضافية؛ الحد الأدنى غرامة مالي |
| زامبيا           | السجن المؤبد مع احتمال فرض غرامة |

## المزورون البارزون
- كان بيتر ألستون  [لغات أخرى]‏ مزورًا وقرصان نهر في أواخر القرن الثامن عشر وأوائل القرن التاسع عشر، ويُعتقد أنه كان شريكًا لـ ليتل هاربي في جريمة قتل زعيم الخارجين عن القانون سيئ السمعة صموئيل ماسون في عام 1803.
- كان فيليب ألستون  [لغات أخرى]‏ مزورًا في القرن الثامن عشر قبل الثورة الأمريكية وبعدها في ولاية فرجينيا وكارولينا قبل الحرب، ثم في كنتاكي وإلينوي بعد ذلك.
- أناتاسيوس أرناؤوطي  [لغات أخرى]‏، بريطاني، مزور أكثر من 2.5 جنيه استرليني مليون دولار من الأموال المزورة، وحُكم عليه في عام 2005.
- كان إدوارد بوني  [لغات أخرى]‏، وهو مزور مزعوم في شمال إنديانا هرب إلى نافو، إلينوي، صائد جوائز ومحققًا هاويًا تظاهر بأنه مزور للقبض على قتلة العقيد جورج دافنبورت والتسلل إلى قطاع الطرق في الغرب الأوسط في البراري  [لغات أخرى]‏ .
- آبل بيول  [لغات أخرى]‏، مستعمر أمريكي وجمهوري انتقل من تغيير لوحات نقش الأوراق النقدية بقيمة خمسة جنيهات إلى نشر أول خريطة للولايات المتحدة الجديدة التي رسمها أمريكي.
- ماري باتروورث  [لغات أخرى]‏، مزورة في أمريكا الاستعمارية.
- ويليام شالونر  [لغات أخرى]‏، المزور البريطاني، أُدين من قبل السير إسحاق نيوتن وأُعدم شنقًا في 16 مارس 1699.
- مايك دي باردليبين  [لغات أخرى]‏، الخاطف المدان، والمغتصب، والقاتل المتسلسل المشتبه به، أُرسِلَ إلى السجن بتهمة تزوير ورقة نقدية بقيمة 20 دولارًا .
- ألفيس دوس ريس ، الذي نجح بحلول نهاية عام 1925 في إدخال أوراق نقدية من فئة الإسكودو بقيمة 1,007,963 جنيهًا إسترلينيًا بأسعار الصرف لعام 1925 إلى الاقتصاد البرتغالي ، وهو ما يعادل 0.88% من الناتج المحلي الإجمالي الاسمي للبرتغال في ذلك الوقت.
- كان جون داف مزورًا وصيادًا وجنديًا خدم في حملة جورج روجرز كلارك للاستيلاء على مقاطعة إلينوي  [لغات أخرى]‏، لصالح الجانب الوطني الأمريكي، أثناء الحرب الثورية.
- إريك "كليبينغ" الخامس  [لغات أخرى]‏، ملك الدنمارك (١٢٥٩-١٢٨٦). يُشير لقب الملك إلى "قصّ" العملة.
- كان ديفيد فارنسورث  [لغات أخرى]‏ مزورًا وجاسوسًا أمريكيًا موالٍ لبريطانيا خلال الحرب الثورية الأمريكية. أُعدم شنقًا جزاءً لجرائمه بعد أن أبدى جورج واشنطن اهتمامًا شخصيًا بقضيته. [19]
- كان فرانسيس غرينواي  [لغات أخرى]‏ مهندسًا معماريًا إنجليزي المولد، نُقل إلى أستراليا عام ١٨١٤ لإدانته بجريمة تزوير، حيث برز كمخطط بارز للمباني العامة. وبعد وفاته، أصبح على الأرجح المزور الوحيد الذي وُضعت صورته على ورقة نقدية من فئة ١٠ دولارات أسترالية. [69]
- كان "الملك" ديفيد هارتلي  [لغات أخرى]‏ زعيم صكّاني كراغ فال في ريف إنجلترا في القرن الثامن عشر. أُلقي القبض عليه وشُنق في تايبورن قرب يورك في 28 أبريل 1770، ودُفن في قرية هيبتونستال، غرب يوركشاير. أما شقيقه، إسحاق، فقد نجا من السلطات وعاش حتى عام 1815.
- توماس ماكنيا  [لغات أخرى]‏ ، المعروف أيضًا باسم هولوغرام تام، هو مزور محترف اسكتلندي يُعتبر واحدًا من أمهر المزورين في أوروبا فيما يتعلق بتصوير الأوراق النقدية الأمنية المجسمة. [70]
- ربما كان إيمريش جوتنر  [لغات أخرى]‏، المذكور في كتاب السيد 880 ، أطول مزور لم يُقبَض عليه في التاريخ. [71] لمدة عشر سنوات أو أكثر، تمكن من الإفلات من السلطات الحكومية بينما كان يطبع وينفق أوراق نقدية مزيفة بقيمة دولار واحد في حيه بنيويورك. [72]
- كاثرين مورفي  [لغات أخرى]‏ ، أدينت بتهمة سك العملة في عام 1789 وكانت آخر امرأة تتعرض للإعدام حرقًا في إنجلترا .
- جون أ. موريل ، قاطع طريق شبه أسطوري، عمل في الولايات المتحدة على طول نهر المسيسيبي في منتصف القرن التاسع عشر. أُدين موريل بجرائمه في محكمة مقاطعة ماديسون بولاية تينيسي، وسُجن في سجن ولاية تينيسي، المُصمم على غرار نظام أوبورن الجزائي، من عام ١٨٣٤ إلى عام ١٨٤٤.
- تسبب الملك فيليب ملك فرنسا (1268-1314) في أعمال شغب وكان يُعرف باسم "الملك المزور" لإصداره عملات معدنية منخفضة القيمة مقارنة بالمعايير التي كانت سائدة خلال نصف القرن السابق لحكمه.
- تشارلز برايس (أولد باتش)  [لغات أخرى]‏ (توفي عام 1787)، مزور ونصاب إنجليزي غزير الإنتاج، احتال على بنك إنجلترا بمبلغ 200 ألف جنيه إسترليني
- عصابة ستورديفانت  [لغات أخرى]‏، وهي مجموعة متعددة الأجيال من المزورين الأميركيين الذين ارتكبوا أنشطتهم الإجرامية على مدى فترة 50 عامًا من ولاية كونيتيكت الاستعمارية إلى حدود إلينوي.
- صموئيل سي. أبهام، أول مزور معروف لعملة الكونفدرالية خلال الحرب الأهلية الأمريكية . بدأت أنشطته أو عُرفت في أوائل يوليو ١٨٦٢.
- ويسلي ويبر  [لغات أخرى]‏، سُجن في عام 2001 بتهمة تزوير ورقة نقدية كندية من فئة المائة دولار .
- آرثر ويليامز، سُجن في عام 2007 بتهمة تزوير ورقة نقدية أمريكية من فئة مائة دولار.

## فن المال
فن النقود هو موضوع مرتبط بالتزوير، ويتضمن تصاميم أو سمات خاصة بالعملة. بعض هذه الأعمال الفنية تشبه الأوراق النقدية الحقيقية إلى حد كبير، مما يجعل قانونيتها موضع شك. في حين أن التزوير يُصنع بقصد الخداع، فإن فن النقود ليس كذلك؛ ومع ذلك، قد يُميز القانون بين الاثنين أو لا يُفرق بينهما. كان ج. س. ج. بوغز فنانًا أمريكيًا اشتهر بنسخه المرسومة يدويًا، ذات الوجه الواحد، من الأوراق النقدية الأمريكية، والتي كان يبيعها بالقيمة الاسمية للورقة. 
المحاكاة الساخرة للأوراق النقدية، والتي غالبًا ما تُنتَج لأغراض فكاهية أو ساخرة أو ترويجية، هي إصدارات خيالية ‏ ، يشار إليها باسم "ملاحظات هزلية".   (اُستُخدِمَ مصطلح "ملاحظة هزلية" منذ منتصف القرن التاسع عشر تقريبًا. قبل ذلك، اُستُخدِمَ مصطلح "ملاحظة فلاش".  )
اشتهر فنان الشارع بانكسي برسم أوراق نقدية من فئة 10 جنيهات إسترلينية تحمل صورة الأميرة ديانا بدلاً من الملكة إليزابيث الثانية، بينما استُبدلت عبارة "بنك إنجلترا" بعبارة "بانكسي إنجلترا". كان هدف الفنان الأصلي هو رميها من مبنى، ولكن بعد سقوط بعض الأوراق النقدية في مهرجان، اكتشف أنها قد تُعتبر عملة قانونية فغيّر رأيه. وحتى عام 2012، لا يزال بانكسي يمتلك كامل قيمة هذه العملة، والتي تبلغ 100 مليون جنيه إسترليني. 
في عام ٢٠٠٦، استعان الفنان الأمريكي جاك داوز ‏ بصائغين لصنع قالب من بنس أمريكي من عام ١٩٧٠، وصبّه في ذهب عيار ١٨ قيراطًا. ثم استعان بصائغ آخر لطلائه بالنحاس، فبدا وكأنه بنس عادي. في ٢٨ مارس ٢٠٠٧، وضع داوز "البنس" عمدًا في مطار لوس أنجلوس الدولي (LAX). واكتشفت جيسيكا ريد، مصممة الجرافيك وجامعة العملات، التمثال في بروكلين بعد عامين ونصف، عندما لاحظته أثناء دفع ثمن بقالة في متجر محلي. تواصلت ريد في النهاية مع تاجر أعمال داوز الفنية في سياتل، معرض جريج كوسيرا، وأكدت داوز أنها اكتشفت تمثال البنس المزيف. 

## أموال التدريب
في مايو 2017، تودوِلَت أوراق نقدية أسترالية تدريبية (تستخدمها البنوك الصينية داخليًا لتدريب صرافيها) لفترة وجيزة في داروين، الإقليم الشمالي، حيث أبلغت شرطة الإقليم الشمالي عن سبع حالات لأوراق نقدية عُرضت وسُحبت على أنها أموال حقيقية. كانت أوراق الـ 100 دولار أسترالي تحمل أحرفًا صينية مطبوعة عليها، ولكنها بخلاف ذلك كانت تحمل لون وملمس الأوراق النقدية الحقيقية، ويمكن إخفاء الأحرف الصينية عند طيّها. وقد بيعت هذه الأوراق عبر موقع إيباي، مع إخلاء مسؤولية عدم تداولها. كما تمتلك الصين "أوراقًا نقدية تدريبية" معادلة لها من فئة 50 دولارًا أمريكيًا، والتي ظهرت سابقًا في الولايات المتحدة الأمريكية. 